# Liga de Curazao Tercera División
La Liga de Curazao Tercera División es el tercer y último nivel de fútbol de Curazao. Como es el último nivel, compiten 5 equipos por región,de los cuales está incluido un descendido de la Liga de Curazao Segunda División y a veces un filial; los equipos juegan a 2 ruedas con un total de 10 fechas y el equipo que ocupe el primer lugar de la tabla ascenderá a la Liga de Curazao Segunda División.

## Formato
Los equipos participantes juegan con un sistema de todos contra todos formando dos ruedas, a veces el primer lugar gana título y asciende a la Liga de Curazao Segunda División; y otras veces juegan la final de ascenso donde hay dos equipos de la fase regular y el ganador asciende.

## Equipos 2023
- CH Wishi Marchena
- C-Stars United
- CVV Jong Willemstad
- FC West Wolves United
- Haitian Union Klub
- Real Buena Vista
- Stallions FC
- SV Astros de Colombia
- SV De Koning
- SV New Song II

## Palmarés
- 2016   : Curaçao International United
- 2017   : CD Santa Rosa
- 2018   : CVV Jong Willemstad
- 2018-19 : SV Inter
- 2019-20 : SC Atlétiko Saliña
- 2021   : SV Inter
- 2022   : SV Centro Hubenil Mahuma